# ニューポートの追想
『ニューポートの追想』（V.S.O.P.）は、ハービー・ハンコックによるジャズ、フュージョンのライブ・アルバム。1976年に録音され、1977年にコロムビア・レコードから発売された。なお、「V.S.O.P.」は「Very Special Onetime Performance」の略である。

## 概要
1976年にハンコックが当時一緒に演奏していたメンバーを集めてニューポート・ジャズ・フェスティバルにおける一度だけのライブ活動を目的としたグループ活動を行ったが、その演奏を録音したものがアルバムとして発売された。なお、本作2曲目から4曲目までを演奏した編成によるV.S.O.P.クインテットが1979年まで幾度か結成され、複数のアルバムが発売された。

### 収録曲目
1. "Piano Introduction" - 4:33
2. "Maiden Voyage" (ハービー・ハンコック) - 13:18
3. "Nefertiti" (ウェイン・ショーター) - 5:17
4. "Introduction of Players/Eye of the Hurricane" (ハンコック) - 18:35
5. "Toys" (ハンコック) - 14:00
6. "Introductions" - 1:47
7. "You'll Know When You Get There" (ハンコック) - 7:00
8. "Hang Up Your Hang Ups" (ハンコック, Jackson, Ragin) - 11:54
9. "Spider" (ハンコック, Jackson, Ragin) -10:12

## 参加メンバー
on 1 
- ハービー・ハンコック – エレクトリック・ピアノ

on 2,3,4
- ハービー・ハンコック – エレクトリック・ピアノ
- ロン・カーター – ベース
- トニー・ウィリアムス – ドラム
- ウェイン・ショーター – ソプラノ・サックス、テナー・サックス
- フレディ・ハバード – トランペット、フリューゲルホルン

on 5,7
- ハービー・ハンコック – エレクトリック・ピアノ、フェンダーローズ、クラヴィネット
- バスター・ウィリアムス – ベース
- ビリー・ハート – ドラム
- エディ・ヘンダーソン – トランペット、フリューゲルホルン、サウンド・エフェクト
- ベニー・モウピン – アルト・フルート
- ジュリアン・プリースター – テナー&バス・トロンボーン

on 8,9
- ハービー・ハンコック – エレクトリック・ピアノ、フェンダーローズ、クラヴィネット、シンセサイザー
- ワー・ワー・ワトソン – ギター
- レイ・パーカー・ジュニア – ギター
- ポール・ジャクソン – エレクトリックベース
- ジェイムス・レヴィ – ドラム
- ケネス・ナッシュ – パーカッション
- ベニー・モウピン – テナー&ソプラノ・サックス、リリコン